# 凱迪拉克SRX
SRX 是通用凱迪拉克於2003至2016年間所推出的休旅車車款，第一代為五門三排七人座標準休旅車，第二代為五門二排五人座跨界休旅，並且銷售至歐洲、中國、台灣、日本等地，更成為美國凱迪拉克車系中最暢銷的車款，目前已停產，後繼車為XT5 。

## 第一代(2003-2009)

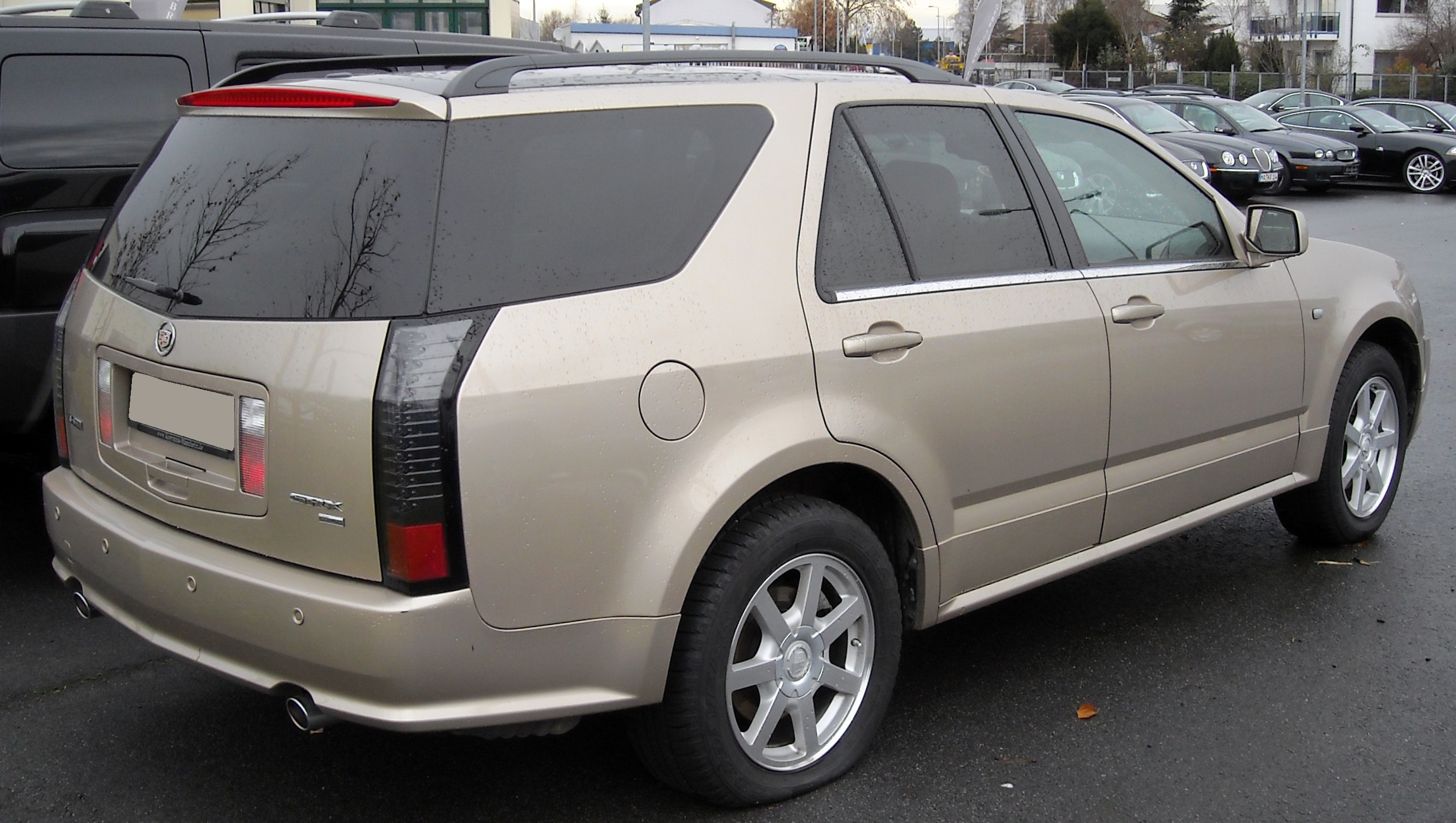
歐規 Cadillac SRX (尾部)

### 動力
一代SRX是基於GM Sigma平台所打造的休旅車款，並有兩款引擎、五速及六速自排、後輪驅動及四輪驅動之分。3.6 升 V6 VVT引擎可輸出255匹(190kW)馬力，4.6升北極星V8引擎 更是達到 320匹(239kW)的動力，動力比為50:50，搭載StabiliTrak車身動態穩定系統以及循跡穩定系統。

### 配備
SRX 最為凱迪拉克豪華休旅車款，全車標配皮革內裝、簾式車側安全氣囊。4.6升V8 版則標配前排加熱座椅、Sapele Pammele 實木飾板，另外車主也可選配 DVD，天窗，導航系統和第三排電動收折座椅、電動尾門。V6版本的基本價格為38,880美元起，V8版本的基本價格為45,880美元起。 

2006年電動尾門和衛星收音機成為標準配置，輪圈重新設計，隔年車型音響改為Bose音響以及運動套件、20吋輪圈、限滑差速器、5.1環繞聲道劇院、後座娛樂系統、空氣淨清等選配。 2008款改採三輻式方向盤，2009年甚至有遠端遙控發動的功能。

### 台灣
SRX 在台灣為裕隆通用代理，並提供全景式天窗的選配，售價約269萬。

### 獎項
SRX從2004年連續三年都贏得 CAR&Driver 五大最佳車種的“豪華SUV”獎，並被提名為北美年度最佳休旅車。IIHS 研究，2005-08年SRX 在同級對手中，駕駛車禍致死率僅 23人，遠低於平均的 63人。

## 第二代 (2010-2016)

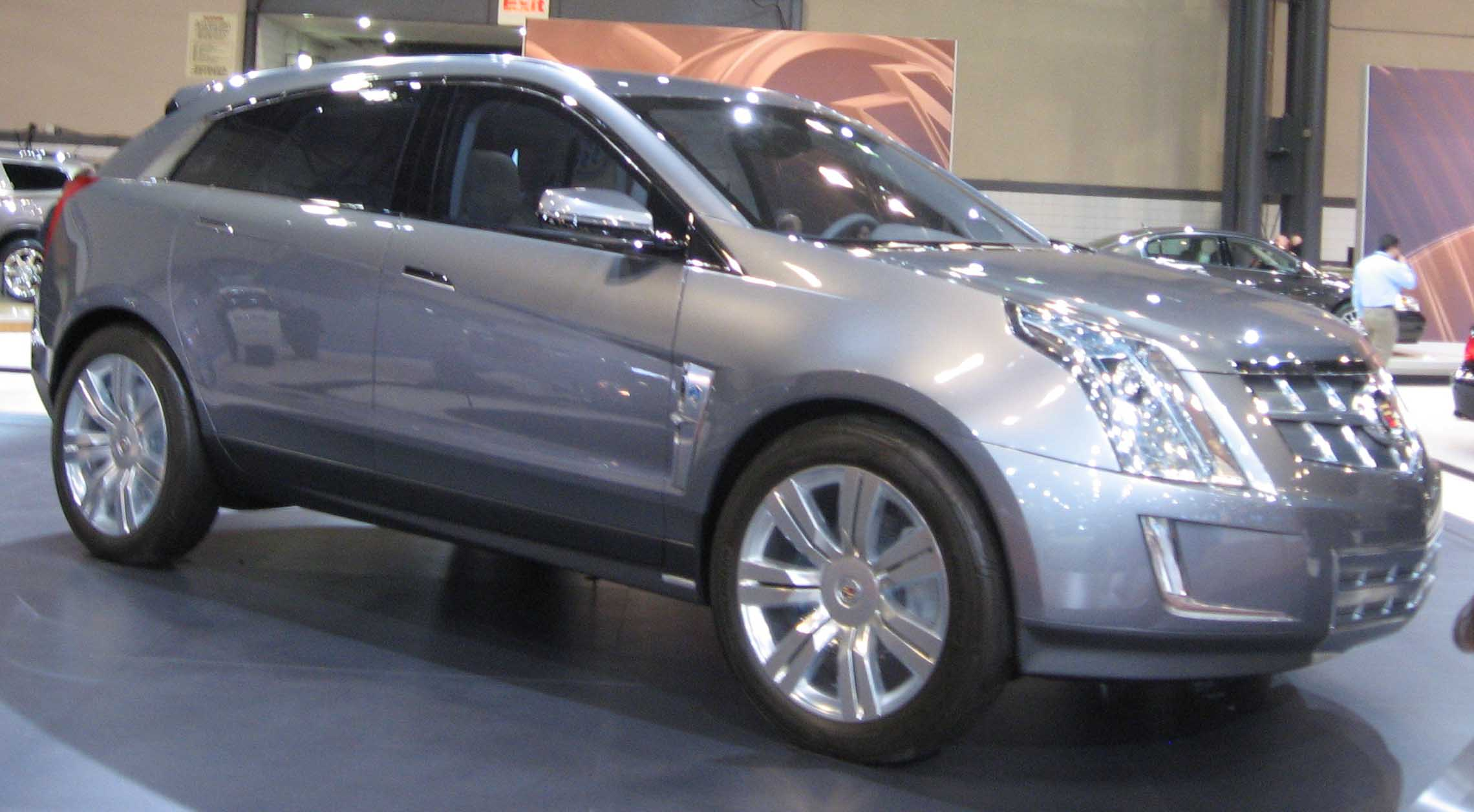
凱迪拉克Provoq 概念車

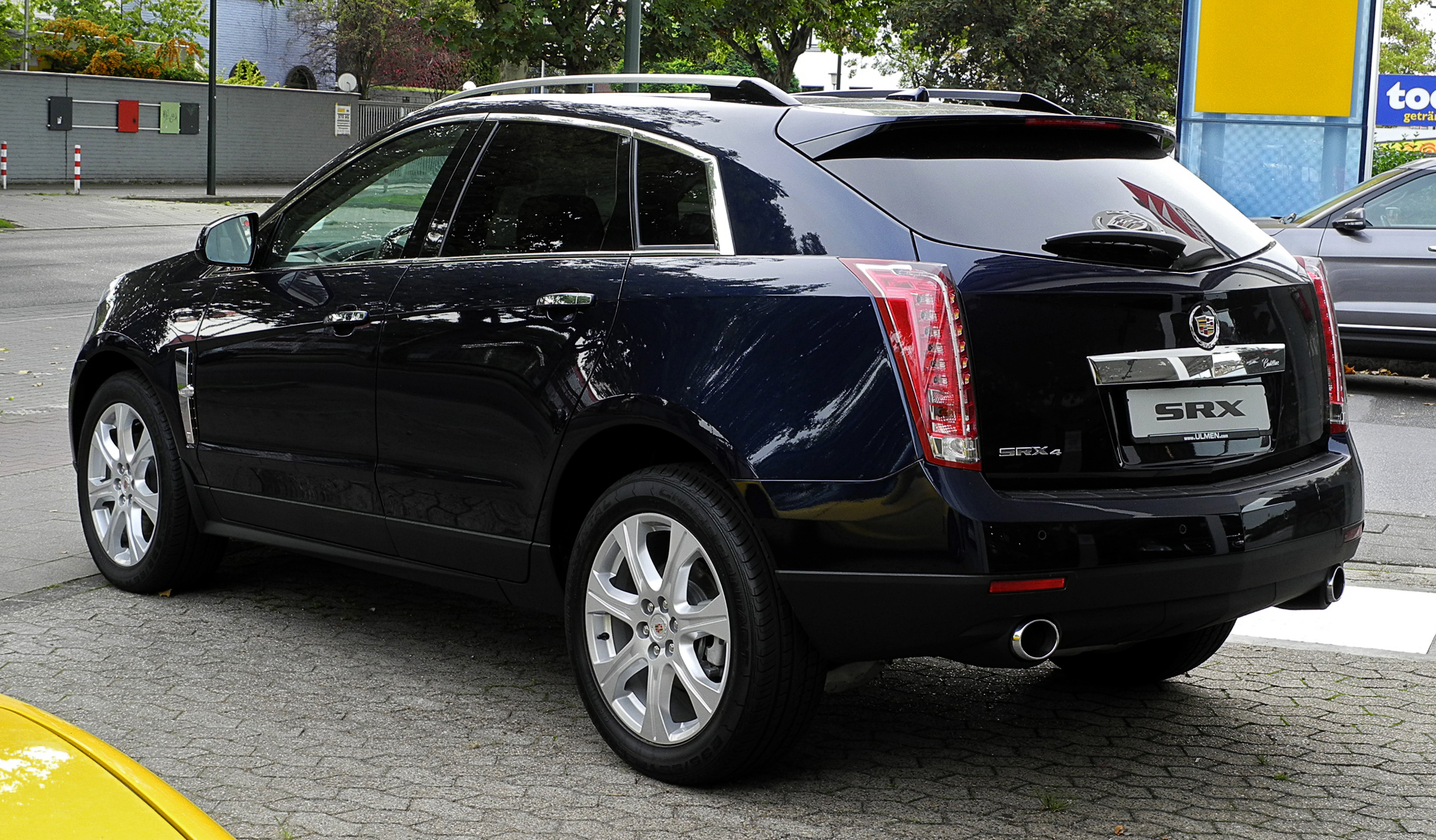
Cadillac SRX 3.0 V6 AWD Sport Luxury (德國)

### 動力
第二代 SRX 是根據其概念車 Provoq 所打造，並且使用全新平台打造，於2009年生產，2010年販售。二代 SRX 為橫向引擎配置，並有三款引擎版本，分別為 3.0升V6直噴、2.8升V6渦輪以及3.6升 V6，並且取消北極星V8引擎的版本，2011年1月，通用汽車因銷售不佳為由，也取消了2.8升V6渦輪引擎。

### 配備
2011年車型，標配倒車顯影，豪華與性能版則有Keyless。2012年增加了藍色外觀和烏木內裝，全車系標配方向盤加熱與藍芽車機，隔年更增加了凱迪拉克CUE 娛樂系統、主動降造技術、USB插槽、SD卡槽、12伏插座、後座配置耳機及遙控器、方向盤、儀錶板、換檔旋鈕皆都進行了改變，另外增加了綠色、藍色、和銀色等顏色，二代SRX 初始價格為34,155美元。

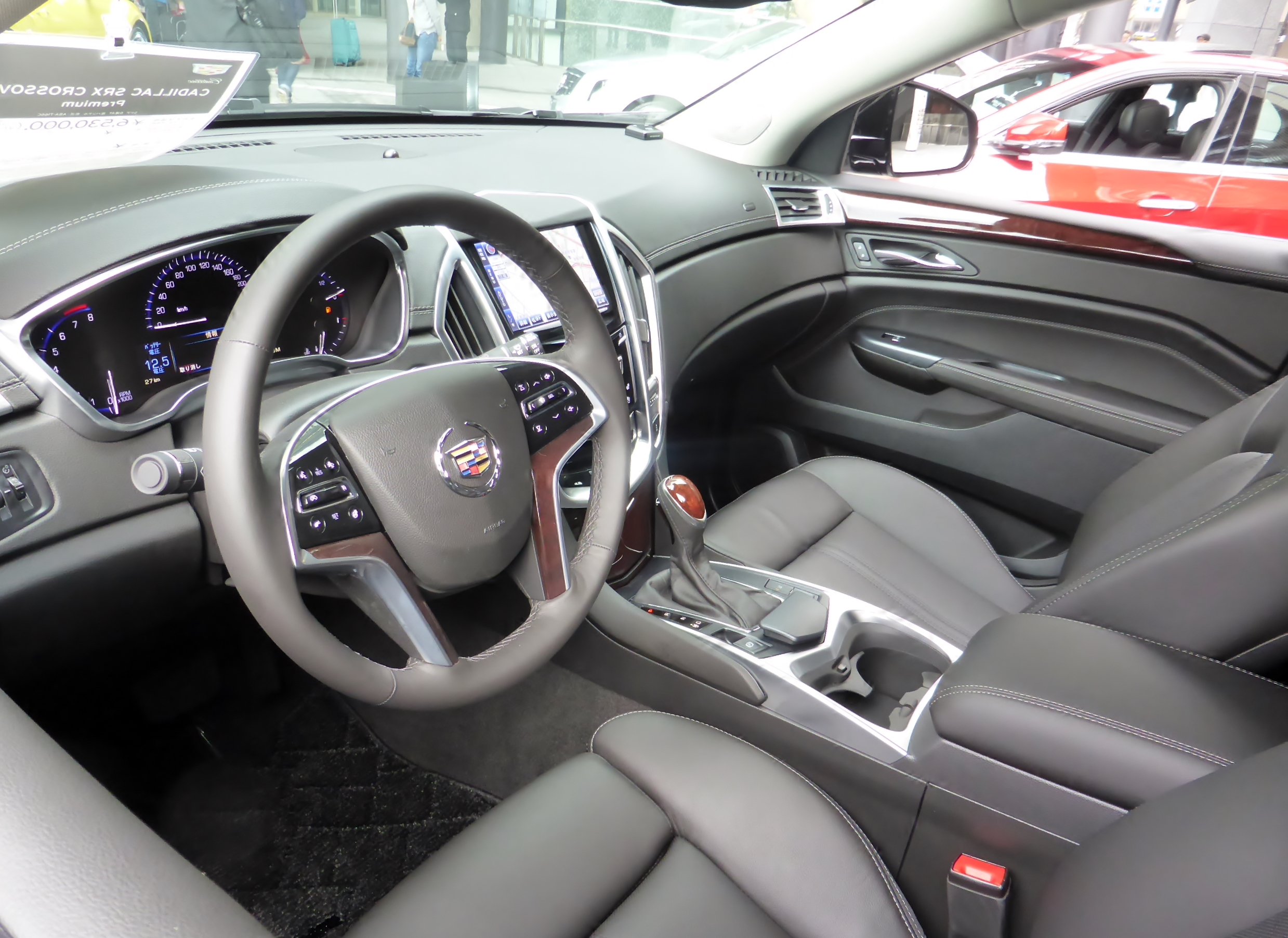
內裝

2014年的豪華版增加了18吋鍍鉻輪圈、Intellibeam大燈、石墨黑色、寶石藍色，內裝也有焦糖色及烏木色可供選擇。2015年則增加了4G LTE 和Wi-Fi熱點，並增加了青銅色和梅花色。 SRX於2016年停產，後繼車款為 XT5 。

### 台灣
二代SRX 同樣也有在台灣進行販售，並提供三種車型，分別為B規 238 萬、E規 285 萬與 P規 288 萬元，但皆使用單一動力 3.0升V6引擎，前輪使用麥佛遜式懸吊，後輪則採獨立 H 型控制臂、搭配 e-AWD 全時四輪驅動系統，全車標配六顆安全氣囊、ABS 防鎖死煞車、循跡防滑、PBA 緊急煞車輔助系統、 StabiliTrak 電子式車身穩定控制系統。
召回
2010年5月，通用汽車召回了約550輛 2010年式 2.8升V6 渦輪增壓款版本，因為激烈操駕可能導致引擎故障。通用表示，使用一般汽油後激烈操駕可能會導致內部引擎及連桿損壞。通用決定召回以重新調整行車電腦，但NHTSA認為這是引擎設計不良所導致，此款引擎後來因安全性問題導致銷售不佳而永久停產。

### 安全性
| 總體:           | 5/5颗星 |
| 駕駛:           | 5/5颗星 |
| 副駕駛:         | 4/5颗星 |
| 駕駛後方乘客:   | 5/5颗星 |
| 副駕駛後方乘客: | 5/5颗星 |
| 側撞:           | 4/5颗星 |
| 翻車:           | 17.9%   |

| 類別             | 評價  |
| ---------------- | ----- |
| 駕駛座側偏置撞擊 | Good  |
| 側撞             | Good  |
| 屋頂承受         | Good2 |

1 vehicle structure rated "Good"
2 strength-to-weight ratio: 4.14

### 引擎與動力配置
| 年分      | 引擎         | 馬力, 扭距@轉速                                             | 變速箱                                               |
| --------- | ------------ | ----------------------------------------------------------- | ---------------------------------------------------- |
| 2010–2011 | 3.0L V6      | 265 bhp（269 PS；198 kW） @ 6950, 223 lb·ft（302 N·m）@5100 | Hydra-Matic 6T70 6速自排(手排模式)                   |
| 2010–2011 | 2.8L 渦輪 V6 | 300 bhp（304 PS；224 kW） @ 5500, 295 lb·ft（400 N·m）@2000 | 愛信 Warner AF40 6速電子控制自排(手排模式、節能模式) |
| 2012–2016 | 3.6L V6      | 308 bhp（312 PS；230 kW）, 260 lb·ft（353 N·m）             | Hydra-Matic 6T70 6速自排(模擬手排)                   |

## 銷量
| 年分 | 美國   |
| ---- | ------ |
| 2003 | 5,049  |
| 2004 | 30,019 |
| 2005 | 22,999 |
| 2006 | 22,043 |
| 2007 | 22,543 |
| 2008 | 16,156 |
| 2009 | 20,237 |
| 2010 | 51,094 |
| 2011 | 56,905 |
| 2012 | 57,485 |
| 2013 | 56,776 |
| 2014 | 53,578 |
| 2015 | 68,850 |
| 2016 | 22,139 |
| 2017 | 156    |

## 另請參見
- 凱迪拉克XTS
- 凱迪拉克XT6
- 凱迪拉克CT5
- 凱迪拉克XT5

- Cadillac SRX (official US website)，存档于（存檔日期 2015-07-29）
- Cadillac SRX (official UK website)，存档于（存檔日期 2015-07-09）
- 2016 Cadillac SRX Review （页面存档备份，存于） at Edmunds